# سانتياغو غراو
سانتياغو غراو (بالإسبانية: Santiago Grau)‏ هو لاعب هوكي الحقل إسباني، ولد في 2 أغسطس 1963 في تاراسا في إسبانيا.

## وصلات خارجية
- سانتياغو غراو على موقع أوليمبيديا (الإنجليزية)